# Zafarmurod Abdurahmatov
Zafarmurod Abdurahmatov (Qamashi, 28 aprile 2003) è un calciatore uzbeko, di ruolo difensore.

## Carriera

### Club
Ha giocato nella prima divisione uzbeka.

### Nazionale
Ha giocato nelle nazionali giovanili uzbeke Under-20 ed Under-23.
Nell'estate del 2024 ha partecipato ai Giochi Olimpici di Parigi, nei quali ha giocato 2 partite; sempre nel 2024, ha anche esordito nella nazionale maggiore uzbeka.

## Palmarès

### Club

#### Competizioni nazionali
- Campionato uzbeko: 1

Nasaf Qarshi: 2024
- Coppa dell'Uzbekistan: 2

Nasaf Qarshi: 2022, 2023
- Supercoppa dell'Uzbekistan: 3

Nasaf Qarshi: 2023, 2024, 2025